# Walentina Wladimirowna Tscherkassowa
Walentina Wladimirowna Tscherkassowa (russisch Валентина Владимировна Черкасова; * 22. Juni 1958 in Kohtla-Järve, Estnische SSR) ist eine ehemalige russische Sportschützin.

## Erfolge
Walentina Tscherkassowa nahm an zwei Olympischen Spielen teil. 1988 trat sie in Seoul mit dem Kleinkalibergewehr im Dreistellungskampf an und qualifizierte sich mit 586 Punkten für das Finale. In diesem erzielte sie 95,4 Punkte und wurde mit insgesamt 681,4 Punkten hinter Silvia Sperber und Wessela Letschewa Dritte. Vier Jahre darauf war sie Teil des Vereinten Teams und belegte mit dem Luftgewehr den fünften Platz.
Viermal wurde Tscherkassowa in Mannschaftswettbewerben Weltmeister. 1981 in Santo Domingo und 1991 in Stavanger blieb sie mit dem Luftgewehr siegreich, 1990 in Moskau und 1994 in Mailand sicherte sie sich den Titel mit dem Kleinkalibergewehr im liegenden Anschlag. Darüber hinaus gewann sie fünf Silber- und drei Bronzemedaillen, davon zwei Silbermedaillen im Einzel. 1986 belegte sie in Suhl den zweiten Rang mit dem Luftgewehr und 1990 in Moskau mit dem Kleinkaliber im liegenden Anschlag.